# Gia đình của Catherine, Vương phi xứ Wales
Catherine, Vương phi xứ Wales đến từ một nhánh của một gia đình Middleton. Cha mẹ của bà công tước, Michael và Carole Middleton, có sự giàu có xuất phát từ công việc kinh doanh của họ, được săn đón nồng nhiệt bởi các phương tiện truyền thông thế giới, trong thời gian con gái đầu tiên của họ cưới Vương tôn William xứ Wales. Ngoài ra, như một kết quả của việc tiếp xúc thế giới của lễ cưới, hai người con khác của họ, Pippa và James, đặc biệt là Pippa, thường được đề cập trên báo chí.
Ngày 19 Tháng 4 năm 2011, một huy hiệu được trao cho Michael Francis Middleton (cha đẻ của Nữ công tước xứ Cambridge), là người đứng đầu của gia đình.